# La Maestra
La Maestra est le premier concours international de cheffes d'orchestre réservé aux femmes, fondé à l'initiative de Claire Gibault. La première édition, à Paris en septembre 2020, voit la victoire en finale de Rebecca Tong. 

## Présentation
Initialement prévu au mois de mars 2020, le premier concours La Maestra est reporté de plusieurs mois en raison de pandémie de Covid-19. Il se déroule à la Philharmonie de Paris, dans la grande salle Pierre-Boulez, du 15 au 18 septembre 2020 et réunit d'abord plus de 200 candidates représentant 51 nationalités. Puis 12 d'entre elles sont sélectionnées au terme des éliminatoires,. 
Le jury comprend notamment, outre Claire Gibault, les chefs d'orchestre Marin Alsop et Jean-Claude Casadesus. L'orchestre participant au concours est le Paris Mozart Orchestra (fondé par Claire Gibault). La lauréate est la cheffe américano-indonésienne d'origine chinoise Rebecca Tong,. Elle devance les deux autres finalistes, Stephanie Childress et Lina Gonzalez-Granados. Deux récompenses supplémentaires lui sont attribuées : le prix Arte et le prix spécial du Comité des salles et orchestres français.
Rebecca Tong, 36 ans, est cheffe d'orchestre résidente du Jakarta Simfonia Orchestra, cheffe assistante auprès du Royal Northern College of Music, du BBC Philharmonic et du Royal Liverpool Philharmonic Orchestra.
Les différentes étapes de la compétition sont retransmises sur ARTE Concert,.

## Lauréates

### Concours 2020
En 2020, sont lauréates, :
- 1er prix : Rebecca Tong, également prix Arte et prix spécial du Comité des salles et orchestres français ;
- 2e prix : Stephanie Childress ;
- 3e prix : Lina Gonzalez-Granados, également prix du Comité Echo – European Concert Hall Organisation.

Gladysmarli Del Valle Vadel Marcano, demi-finaliste de la compétition, reçoit le prix des musiciens du Paris Mozart Orchestra,.

### Concours 2022
En 2022, sont lauréates, :
- 1er prix : Anna Sułkowska-Migoń, également prix Génération Opéra ;
- 2e prix : Natalia Ślusarczyk, également prix des salles et orchestres français et prix Echo ;
- 3e prix : Beatriz Fernández Aucejo, également prix Arte.

L'Allemande Ustina Dubitsky reçoit le prix du Paris Mozart Orchestra,.

### Concours 2024
Quatorze cheffes d'orchestre sont sélectionnées pour la 3e édition du concours, qui se déroule du 14 au 17 mars 2024,. Sont lauréates, :
- 1er prix : Bar Avni, également prix des salles et orchestres français, prix Echo, prix Arte, prix du Paris Mozart Orchestra ;
- 2e prix : Liubov Nosova ;
- 3e prix : Katharina Morin, également prix Génération Opera.